# Expansion Pak

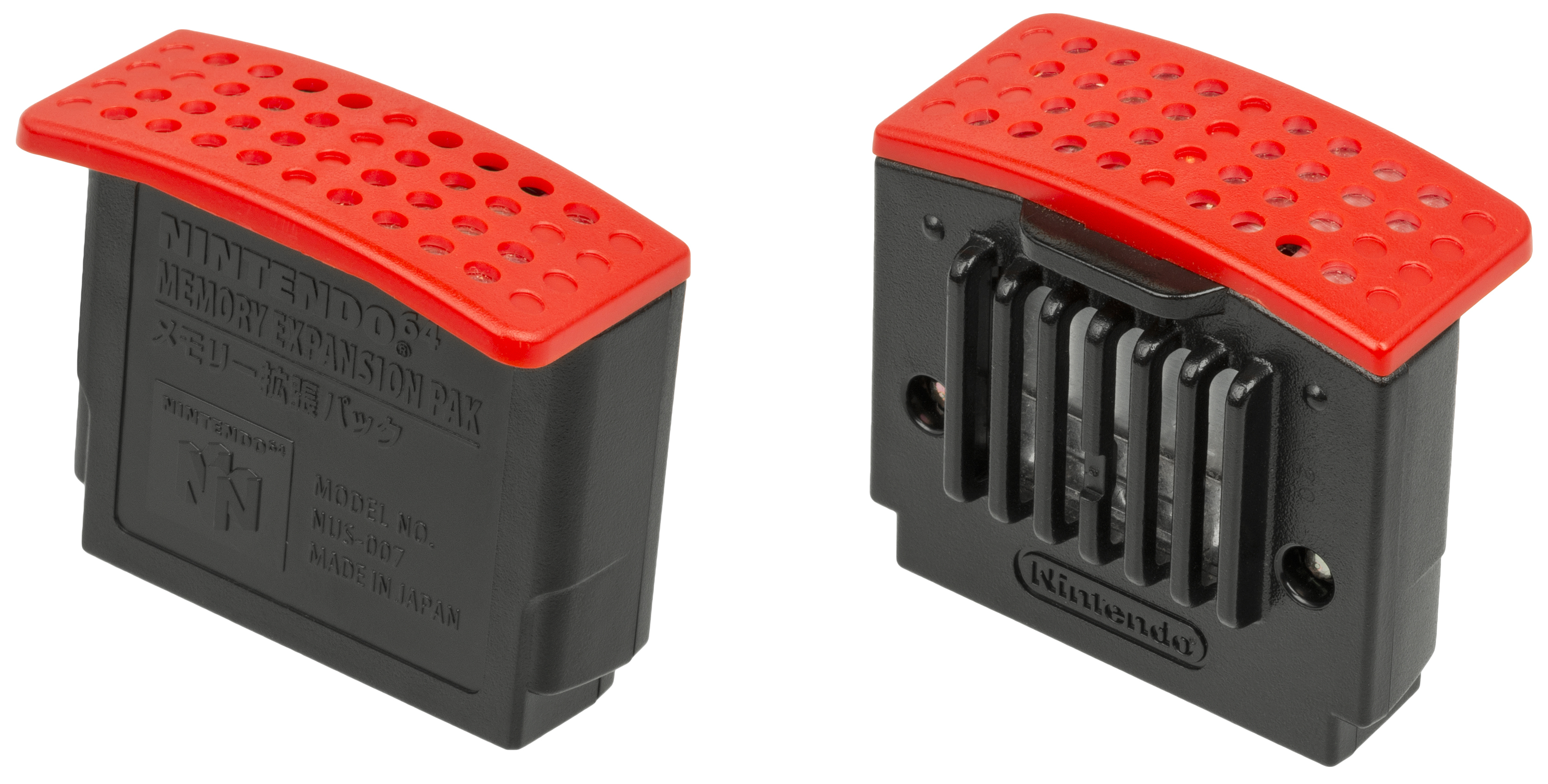
Il pacchetto di espansione da 4 MB di memoria.

L'Expansion Pak (拡張パック?, Kakuchō Pakku) è una periferica opzionale per Nintendo 64 che aumenta la memoria del sistema per permettere di utilizzare alte risoluzioni di gioco, salvataggi in-game e contenuti extra in alcuni videogiochi. 
Alcuni giochi possono funzionare solo se l'Expansion Pak è stato installato sulla console, mentre altri giochi necessitano dell'Expansion Pak per poter attivare alcune funzionalità extra.